# Ornithogalum lychnite
Ornithogalum lychnite är en sparrisväxtart som beskrevs av Franz Speta. Ornithogalum lychnite ingår i släktet stjärnlökar, och familjen sparrisväxter. Inga underarter finns listade i Catalogue of Life.